# Сегруа
Сегруа́ (фр. Segrois) — коммуна во Франции, находится в регионе Бургундия. Департамент коммуны — Кот-д’Ор. Входит в состав кантона Жевре-Шамбертен. Округ коммуны — Дижон.
Код INSEE коммуны — 21597.

## Население
Население коммуны на 2010 год составляло 48 человек.
| 1962 | 1968 | 1975 | 1982 | 1990 | 1999 | 2010 |
| ---- | ---- | ---- | ---- | ---- | ---- | ---- |
| 45   | 37   | 37   | 35   | 71   | 54   | 48   |

## Экономика
В 2010 году среди 36 человек трудоспособного возраста (15—64 лет) 29 были экономически активными, 7 — неактивными (показатель активности — 80,6 %, в 1999 году было 75,0 %). Из 29 активных жителей работали 29 человек (12 мужчин и 17 женщин), безработных не было. Среди 7 неактивных 4 человека были учениками или студентами, 3 — пенсионерами, 0 были неактивными по другим причинам.